# 麦尔特
在埃及神话中，麦尔特（Meret，也拼写为Mert）是与唱歌、跳舞等喜庆紧密联系的女神。形象是一双手打着拍子、头上佩戴黄金徽章的妇女，她的职司主要是掌管歌唱颂神赞歌。

## 神话
麦尔特偶然地成为了尼罗河之神哈庇象征性的妻子。她名字的简意：“被爱”，就证明了这一点。作为象征性的妻子，通常对她的描绘与对哈庇的一样，无论是她头上象征上埃及的蓝莲花，还是象征下埃及的莎草。因为哈庇是施舍之源，麦尔特通常也就被描绘为一只祭碗，因为作为他的妻子，也就象征他慷慨的接受者。
后来的故事说，在《地狱之书》中麦尔特是第八时的女神 。